# Никберг, Илья Исаевич
Илья Исаевич Никберг (19 ноября 1929, Киев- 01 июня 2019 г., Сидней)учёный-медик, специалист по проблемам профилактической медицины, популяризатор медицинских знаний, медицинский публицист. Доктор медицинских наук (1993), профессор (1996).

## Биография
Родился 19 ноября 1929 года в Киеве, в семье юриста-экономиста И. М. Никберга (1899—1980) и секретаря-машинистки Б. А. Харшан (1908—1979). В 1952 году с отличием окончил Киевский медицинский институт. Учёбу сочетал с активной работой в научных кружках, был председателем факультетского и членом бюро институтского студенческого научного общества. Награждён Почётной грамотой Центрального комитета комсомола Украины (1952). С 1952 года — врачебно-профессиональная и общественная деятельность в Макеевке, Кишинёве, Киеве и Сиднее.

## Профессиональная деятельность
- 1952—1956 — врач городской санэпидстанции, преподаватель и заведующий учебной частью школы медицинских сестёр в Макеевке (Донбасс).
- 1956—1964 — научный сотрудник, заведующий лабораторией радиационной гигиены и токсикологии, заведующий отделом гигиены Молдавского НИИ эпидемиологии, микробиологии и гигиены (Кишинёв, Молдавская ССР)
- 1964—1996 — ассистент, затем доцент в Национальном медицинском университете Киев.
- с 1996 года — профессор, заведующий кафедрой гигиены и экологии человека в медицинском институте Ассоциации народной медицины (Киев, Украина).[1]
- с марта 2000 года — популяризатор медицинских знаний, медицинский публицист (Сидней, Австралия).[2]

### Научные исследования
Кандидатская диссертация — «Гигиеническое исследование и опыт оздоровления атмосферного воздуха в районе пекокосового производства» (защищена в Харьковском медицинском институте, 1969).
Докторская диссертация — «Прогнозирование и профилактика гелиометеотропных реакций при сердечно-сосудистых заболеваниях» (защищена в Киевском Национальном медицинском университете, 1993)
Научные учителя (1948—1980) — академик АМН СССР, проф. А. Н. Марзеев (Киев), проф. Р. Д. Габович (Киев), проф. В. М. Жаботинский (Харьков), академик АМН СССР, проф. Л. М. Шабад (Ленинград-Москва).
Научные исследования И. И. Никберга посвящены актуальным смежным проблемам профилактической и лечебной медицины (вопросы теории и истории медицины, методические аспекты её преподавания, влияние окружающей среды на здоровье человека, гигиена лечебных учреждений, медицинская биоклиматология и гелиометеорология, профилактическая диабетология и др.). Результаты исследований по этим и другим проблемам отражены в ряде журнальных статей и книг.

### Педагогическая работа
За 40-летний период преподавательской работы проявил себя как лектор и педагог-методист, автор учебников и учебных пособий. Разработал и внедрил в учебный процесс более 30 новых лекций и практических занятий. Предложил и внедрил выполнение студентами-выпускниками лечебного факультета курсовой работы «Индивидуальные гигиенические рекомендации больному по режиму труда, быта и питания». Привлекался (1994—1998) к работе в Центральном методическом кабинете по высшему медицинскому образованию Министерства здравоохранения Украины. Совместно с проф. Р. Д. Габовичем разработал программу повышения педагогической квалификации преподавателей гигиены ВУЗов и медицинских училищ. Более 25 лет курировал проведение циклов повышения педагогической квалификации, слушателями которых были около 500 ассистентов, доцентов, профессоров, заведующих кафедрами медицинских институтов из всех республик бывшего СССР и преподаватели гигиены медицинских училищ Украины, Белоруссии и Молдовы. Являлся членом Центральной методической комиссии университета, заведовал учебно-методическим кабинетом факультета, входил в состав Ученых советов медико-профилактического факультета и факультета повышения квалификации преподавателей. Значительное внимание уделял научно-воспитательным контактам со студентами, активно привлекал их к научной работе, руководил научным студенческим кружком. Более 40 бывших кружковцев И. И. Никберга по окончании института стали кандидатами и докторами наук, профессорами, возглавили отделы НИИ и кафедры медицинских институтов по разным медицинским специальностям.

### Работа в сфере профилактической диабетологии
Был инициатором создания (1988) и первым председателем Украинского республиканского общества содействия больным диабетом, вице-президентом (1996—2000) Украинской диабетической федерации, научным редактором журналов «Диабет» и «Діабет та життя» (1992—2000). Руководил (1994—1999) Центром обучения и самоконтроля больных сахарным диабетом в НИИ эндокринологии Академии медицинских наук Украины (Киев). Участвовал в создании «Национальной программы борьбы с сахарным диабетом», ряда других мероприятий в сфере профилактики и лечения диабета. Неоднократно выступал с популярными лекциями о диабете, проводил «Школы больных диабетом», опубликовал ряд статей и книг по вопросам профилактики и лечения диабета.

### Работа в Австралии
После выхода на пенсию (2000) по семейным обстоятельствам переехал в город Сидней (Австралия). В контакте с коллегами в странах бывшего СССР, продолжает активную творческую работу в качестве популяризатора медицинских знаний и медицинского публициста русских и украинских СМИ в Австралии, России, Украине и Германии. За период с 2000 по 2018 написал и опубликовал более 100 научных и популярных статей и 7 книг. Неоднократно выступал с лекциями и беседами на русском и украинском языках, в том числе по Австралийскому SBS-radio. Отмечен Грамотой союза журналистов Украины (2003), медалями Украинской международной диабетической ассоциации «За вклад в сферу эндокринологии» и «За популяризацию знаний о диабете» (2008), почётным званием «Человек года — 2009» в номинации «Литература и журналистика» (по версии Австралийской русскоязычной организации «Шалом»), Грамотой Ассоциации ветеранов войны и труда штата Новый Южный Уэльс — выходцев из стран бывшего СССР" (2011), медалью Австралийской диабетической ассоциации «Medal Kennely Victory — 50»(2014), медалью «За активное участие в работе Австралийского Союза соотечественников» (2016).

## Научные и почётные звания, награды и поощрения
Доктор медицинских наук, профессор, член-корреспондент Российской Академии естествознания, действительный член Международной Академии экологии и безопасности человека, Лауреат Государственной премии Украины в области науки и техники, «Отличник образования Украины», член Международно федерации и Союза журналистов Украины, почётный член Австралийской и Международной Украинской диабетических ассоциаций, Украинской диабетической федерации.
Награждён медалью «Ветеран труда СССР», медалями «За вклад в сферу диабетологии», «За вклад в популяризацию медицинских знаний», «Medal Kellion Victory» и 5 другими медалями. Неоднократно награждался Почётными Грамотами, в том числе. Министерств здравоохранения Украины и Молдавии, образования и науки Украины, Ректората Киевского Национального медицинского университета, Союза журналистов Украины, общества «Знание», Австралийской русскоязычной общественной организацией «Шалом» удостоен звания «Человек года-2009» в номинации «Литература и журналистика». и др.

## Семья
Жена — Цодикова С. Д. (1937). Окончила Донецкий медицинский институт (1966). Дочь Эльвира (1971), врач-магистр, внук Эрик (1998), учащийся (Сидней). Сын Вадим (1972) инженер, внучка Ольга (1999), учащаяся (Киев).

### Основные книги и брошюры
- Гигиена атмосферного воздуха. Кишинёв: Картя молдовеняскэ, 1963.
- Гигиена умственного труда. Кишинёв: Картя молдовеняскэ, 1964.
- Вопросы больничной гигиены. — Киев: Здоров’я, 1966. — 180 с. — 500 экз.
- Санитарно-гигиеническое обеспечение хирургических отделений больниц. — Киев: Здоров’я, 1981. — 112 с. — 8000 экз.
- Гелиометеотропные реакции человека. — Киев: Здоров’я, 1986. — 144 с. — 10 000 экз.
- Ионизирующая радиация и здоровье человека. — Киев: Здоров*я, 1989. — 160 с. — 28 000 экз. — ISBN 5-311-00242-5.
- Сахарный диабет. — Москва: Медицина, 1989. — 200 000 экз. — ISBN 5-225-00339-7.
- Хочу быть здоровым. — Киев: Либідь, 1991. — 37 000 экз. — ISBN 5-11-001689-5.
- Гигиена больниц. — Киев: Здоров’я, 1993. — 264 с. — 5000 экз. — ISBN 5-311-02550-6.
- Сахарный диабет. — Здоров'я, 1996. — 15 000 экз. — ISBN 5-311-02734-7.
- Радиационная гигиена. — Киев: Здоров’я, 1999. — 160 с. — 1000 экз. — ISBN 5-31101166-1.
- Гігієна з основами екології людини (підручник). — Киев: Здоров’я, 2001. — (504). — 3000 экз. — ISBN 5-311-01194-7.
- Беседы о здоровье и здоровом образе жизни. — Киев, 2009. — 258 с. — 500 экз.
- Гигиена и экология (отдельные главы). Под редакцией В. Г. Бардова// Винница, «Новая книга», 2008, ISBN 978-966-382-120-7.
- Популярно про здоров’я. — Івано-Франківськ: Издательство Ивано-Франковского медицинского университета, 2009. — 248 с. — 300 экз. — ISBN 966-8288-28-9.
- Гигиена и здоровье (учебник для студентов лечебных факультетов). — Краснодар-Сидней, 2009. — 455 с. — 500 экз. — ISBN 978-5-1084-013-7.
- Диабет и вызовы окружающей среды: мифы и реалии. — Вектор, 2011. — 3500 экз. — ISBN 978-5-9684-1758-9.
- Лечение диабета в XXI веке. Реальность, мифы, перспективы (с И. А. Чайковским и М. С. Ахмановым). — СПб.: Вектор, 2011. — (Школа диабета). — 2000 экз. — ISBN 978-5-9684-1714-5.
- Медицинский самоконтроль и образ жизни больного сахарным диабетом. — Донецк: Издательский дом А. Заславского, 2012. — 5000 экз. — ISBN 978-617-632-009-8.
- Лікувально-профілактичний режим хворих на цукровий діабет. — Київ: Медична книга, 2013. — 208 с. — 1000 экз. — ISBN 978-966-1597-12-8.
- Очерки профилактической медицины.— Киев-Сидней: ВикПринт, 2014—485 с. —500 экз. —ISBN 978-617-7185-06-1.
- Очерки профилактической медицины (2-е издание).— Киев-Сидней, 2016, Medlinks.ru[5]

### Основные статьи
1. К истории организации первых кафедр гигиены в России // «Врачебное дело», 1956, № 6 — С. 59-61
2. Исследование загрязнения 3,4 бензпиреном атмосферного воздуха в районе пекококсового производства // «Вопросы онкологии», № 6, Москва, 1958 — С. 669—673.
3. О некоторых причинах адаптации к неприятным запахам, обусловленным длительным загрязнением атмосферного воздуха // «Труды Молдавского НИИ эпидемиологии, микробиологии и гигиены». Вып. 2, Кишинев, 1960 — С. 73-77.
4. К вопросу о гигиенической классификации источников загрязнения атмосферного воздуха // «Труды Молдавского НИИ эпидемиологии, микробиологии и гигиены». Вып. 2, Кишинев, 1960 — С. 79-85.
5. Состояние и задачи исследований по радиационной гигиене в Молдавской ССР // «Доклады республиканской конференции онкологов, рентгенологов и радиологов Молдавской ССР (1 — 4 октября 1962 г.)». Кишинев, 1962 — С. 18-19
6. Фиксация радиометрических препаратов раствором полиметилметакрилата в хлороформе // «Лабораторное дело», Москва, № 10, 1963 — С. 55-56
7. Вопросы радиационной гигиены при изотопной миелорадиометрии // «Медицинская радиология», Москва, № 12, 1964 — С. 28-32
8. Гигиенические аспекты микроклимата и воздушной среды больниц // «Теплогазоснабжение и вентиляция». Тезисы докладов научно-технической конференции. «Знание», Киев, 1967 — С. 21-22.
9. Состояние и задачи исследований по радиационной гигиене в Молдавской ССР // «Доклады республиканской конференции онкологов, рентгенологов и радиологов Молдавской ССР (1 — 4 октября 1962 г.)». Кишинев, 1962 — С. 18-19
10. Вопросы радиационной гигиены при изотопной миелорадиометрии // «Медицинская радиология», Москва, № 12, 1964 — С. 28-32.
11. Исследование содержания недоокисленных веществ в выдыхаемом воздухе // «Клиническая медицина», Москва, № 5, 1967 — С. 70-72.
12. К вопросу о нормировании содержания органических веществ во вдыхаемых газовых смесях // «Гигиена и санитария», Москва, № 2, 1968 — С. 91-92
13. Гигиенические проблемы больничного дела // «Советское здравоохранение», Москва, № 3, 1968 — С. 25-26
14. О содержании окиси углерода в воздухе, выдыхаемом больными и здоровыми людьми // «Врачебное дело», Киев, № 12, 1972 С. 112—114
15. Организационно-методические вопросы повышения педагогической квалификации преподавателей кафедр гигиены // «Гигиена и санитария», Москва, № 6, 1972 — С. 92-94.
16. Медико-географическое прогнозирование погодных условий с целью профилактики обострений сердечно-сосудистых заболеваний // «Тезисы докладов IV Всесоюзного научного совещания по проблемам медицинской географии». 28-30 ноября 1973 г." . Географическое общество АН СССР, Ленинград, 1973 — С. 73
17. Планетарное воздействие солнечной активности и влияние на организм погодных условий в разных географических зонах // «Тезисы докладов IV Всесоюзного научного совещания по проблемам медицинской географии». 28-30 ноября 1973 г." . Географическое общество АН СССР, Ленинград, 1973 — С. 144—145
18. Клинико-диагностическое значение содержания недоокисленных веществ в выдыхаемом воздухе // «Терапевтический архив», Москва, № 8, 1973 — С. 77-80.
19. Дифференцированное нормирование оптимального микроклимата больничных помещений // «Отопление, вентиляция и строительная теплофизика». Вып. 3. «Вышейшая школа», Минск, 1973 — С. 34-40.
20. Влияние погодных условий на состояние больных ишемической болезнью сердца // «Врачебное дело», Киев, № 7,1976 — С. 85-88.
21. О влиянии погодных условий на частоту недонашивания беременности // « Вопросы охраны материнства и детства». Москва, № 1, 1976.
22. Статистический метод наложенных эпох и его применение в гигиенических исследованиях // «Гигиена и санитария», Москва, № 10, 1977 — С. 52-55.
23. Об интерпретации результатов корреляционного анализа связи факторов, имеющих сезонную динамику // «Советское здравоохранение», Москва, № 4, 1977, — С. 40-42.
24. Гигиенические аспекты гелиометеорологических воздействий в патологии органов кровообращения // «Гигиена и санитария», Москва, № 3, 1978, — С. 94-97.
25. Сезонность обращаемости за скорой медицинской помощью при острых сердечно-сосудистых заболеваниях // «Советское здравоохранение». Москва, № 2, 1980 — С. 18-23
26. Влияние погодно-климатических условий на состояние здоровья населения г. Киева // в кн. «Климат Киева», «Гидрометеоиздат», Ленинград, 1980 — С. 248—254.
27. Материалы к изучению влияния межпланетного магнитного поля на ургентную заболеваемость населения г. Киева // Тезисы докладов VI Украинской Республиканской конференции по бионике. Ужгород, ,1981- С. 119—120
28. Корреляционный анализ связи частоты возникновения инфаркта миокарда с радиоизлучением солнца в XX цикле солнечной активности // Там же, — С. 120—122.
29. Методологические аспекты биоклиматологического нормирования при медико-географической оценке природно-территориального комплекса // «Методологические основы медицинской географии» / Тезисы докладов VI Всесоюзной конференции. АН СССР. Ленинград, 1983 — С. 12.
30. О цикличности обострений ишемической болезни сердца и её возможной связи с фазами луны // «Гигиена окружающей среды». Доклады Республиканской научной конференции. МЗ УССР. Киев, 1984 — С. 160—161.
31. Частота и сезонный биоритм метаболических показателей и сосудистых поражений у больных сахарным диабетом // «Врачебное дело». Киев, № 11, 1984 — С. 57-60..
32. О влиянии погодно-климатических факторов на течение сахарного диабета // «Советская медицина», Москва, № 7, 1987 — С. 54-58.
33. Профилактика метеопатологических реакций у больных ишемической болезнью сердца и нейроциркуляторной дистонией // « Врачебное дело», Киев, № 2,
34. Самостоятельная подготовка по общей гигиене (методические рекомендации для студентов лечебного и стоматологического факультета медицинских институтов. МЗ Украины. Киев, 1988—174 с. (под редакцией В. Г. Бардова) МЗ Украины, Киев, 1988—174 с .
35. Организация и методика учебно-исследовательской работы студентов по общей гигиене.//Киевский медицинский институт. Киев, 1988 — 23 с. Украинское дополненное издание в 1992 г.
36. Повышение квалификации преподавателей кафедр общей гигиены медицинских институтов (Методические рекомендации для слушателей факультетов повышения квалификации преподавателей медицинских ВУЗов СССР". Киев-Ленинград, 1990. — 28 с.
37. Самостоятельная подготовка по общей гигиене (Методическое руководство для студентов медико-профилактических факультетов медицинских институтов). Киевский медицинский институт (под редакцией В. Г. Бардова). МЗ УССР. Киев, 1990—189 с.
38. Медико-географічнi класифікацii погоди // «Географічна енциклопедія Украіни». — Т. 2. Киев, 1990. — С. 334..
39. История становления и развития гигиены //В кн. «Общая гигиена (пропедевтика гигиены»). Под редакцией Е. И. Гончарука. «Вища школа», Киев, 1991. — С. 13-26.
40. Личная гигиена // В кн. «Общая гигиена (пропедевтика гигиены»). Под редакцией Е. И. Гончарука. «Вища школа», Киев, 1991. — С. 308—337.
41. Функционально-диагностическое значение гликозилированного гемоглобина в клинике сахарного диабета // «Диабетик». Киев, № 4, 1994 — С. 21-22
42. Посібник до практичних занять з загальноi гігiени для студентів загальномедичних факультетів (під ред. В. Г. Бардова -ч.1 та ч. 2.) // К.: Київський державний медичний університет, 1994—304 с.
43. Про екзогеннi хімiчнi домішки до препаратів iнсуліну // «Фармацевтичний журнал» Киев, № 3, 1995. — С. 51-53.
44. О состоянии и проблемах общественного движения содействия больным сахарным диабетом на Украине // «Диабетик». Киев, № 11, 1995 — С. 5-7.
45. Загальна гігієна // За ред. Є. Г. Гончарук. «Вища школа», Киев, 1995—552 с.
46. Перший украінський профессор гігiєни Віктор Андрійович Субботін // «Агапит». Киев, №;,1996 — С. 31-35.
47. Методологические принципы организации обучения больных сахарным диабетом // «Діабет i життя». Киев, № 1, 1997 — С. # 34-36.
48. Курс госпітальноi гігiени в структурi викладання гігiєни студентам вищих медичних закладів // — С.270. «Проблеми підготовки медичних та фармацевтичних кадрів Украіни». Тези доповідей Украінськоi науково-методичної конференцii. Одеса, 24-26 вересня 1997 р. Киів — Одеса.
49. Пропедевтика гігієни, війскова та радіаційна гігієна (посібник для студентів вищих медичних навчальних закладів пыд ред. В. Г. Бардова) -ч.1, ч.2 //. "Здоров’я ". Київ; 1999 р.-160 с.
50. Атипові гіпоглікемічні стани у людей похилого віку, хворих на цукровий діабет // «Діабет і життя». Киев, № 2, 1998 — С. 21(співавт. А. С. Єфімов)
51. Гигиеническая характеристика метеорологических факторов // В кн. «Пропедевтика гигиени», редактор Е. И. Гончарук // «Высшая школа», Киев, 2000 — С.177-189.
52. Гигиеническое нормирование микроклимата // В кн. «Пропедевтика гигиени», редактор Е. И. Гончарук // «Высшая школа», Киев, 2000 — С.217-236.
53. Методи гігієнічних досліджень, організація науково-дослідницької роботи студентів (в кн. «Гігіена та екологія» п/р В. Г. Бардова, «Нова книга», Вінниця, 2006 С. −14-33
54. До історії першіх кроків загальноукраїнського громадського руху сприяння хворим на цукровий діабет // «Здоровье України», Киев, 05. 2006
55. Подсластители в питании человека //«Здоровье Украини», Киев, № 10, 2007.
56. Госпитальная медицинская помощь населению в Австралии (структура, функции, организация работы)// «Здоровье Украины», № 7, Киев — 2009..
57. Новые биотехнологии и перспективы применения их в медицине / «Здоровье Украины», № 20 (249), 2010,
58. О гликемическом и инсулиновом индексе пищевых продуктов // «Новости медицины и фармации», № 11-12 (371—372), 2011
59. Врач общей практики в структуре здравоохранения Австралии // «Новости медицины и фармации», № 15 (378), 2011
60. Система оценки состояния психологического микроклимата в структурном подразделении медицинского учреждения /// Medlinks.Ru., 2011
61. Сахарный диабет в Австралии (эпидемиология, профилактика, лечение — проблемы и решения) / Международный эндокринологический журнал 5 (37), 2 20- 26
62. Функциональные продукты в структуре современного питания // «Международный эндокринологический журнал № 6 (38), 2011.
63. Привычное зло или криминал? (о плагиате и плагиаторах в медицине) / „Новости медицины и фармации“, № 3(410), 2012
64. Бережіться псевдоцілітелів діабету / „Міжнародний ендокринологічний журнал“, № 2 (42),2012.
65. К вопросу о симптоматике ночных гипогликемий (синдром стереотипного ночного сновидения) „Международный эндокринологический журнал“, № 3 (43), 2012.
66. Где и как готовить санитарных врачей (в порядке дискуссии) / „Новости медицины и фармации“, № 6 (404), 2012
67. Клинико-диагностические, психологические и социально-бытовые аспекты сахарного диабета в пожилом возрасте / Международный эндокринологический журнал, № 5 (45), 2012.
68. О научной популяризации знаний о сахарном диабете / Международный эндокринологический журнал, № 2 (50), 2013.
69. Химическое загрязнение окружающей среды и проблемы сахарного диабета / „Диабет. Образ жизни“, № 1, 2014.
70. Влияние геомагнитных бурь на здоровье / Новости медицины и фармации, № 4(488), 2014.
71. Окружающая среда и здоровье человека (цикл научно-популярных статей) // Газеты и журналы „Горизонт“, „Единение“, „Вільна Думка“, „Время“ (Сидней), „Панорама“, „Менора“ (Мельбурн), „Ваше здоровья“, „Здоровье Украини“, „Диабет“ (Киев), „Диабетические Новости“ (Москва) /, „Диабет — образ жизни“, Москва и др — 2000—2015.
72. Сахарный диабет — вчера, сегодня, завтра (цикл научно-популярных статей) // Газеты и журналы „Горизонт“, „Единение“, „Вільна Думка“, „Время“ (Сидней), „Панорама“, „Менора“ (Мельбурн), „Ваше здоровья“, „Здоровье Украини“, „Диабет“ (Киев), „Диабетические Новости“ (Москва) /, „Диабет — образ жизни“, Москва и др — , 2000—2015.
73. Личная гигиена и здоровый образ жизни в современных условиях» // цикл научно-популярных статей" // Газеты и журналы «Горизонт», «Единение», «Вільна Думка», «Время» (Сидней), «Панорама», «Менора» (Мельбурн), «Ваше здоровья», «Здоровье Украини», «Диабет» (Киев), «Диабетические Новости» (Москва) /, «Диабет — образ жизни», Москва и др — , 2000—2015.
74. Очерки истории украинской медицины (цикл статей) // «Вільна думка», Сідней, 2002—2015.
75. Когнитивные нарушения у больных сахарным диабетом в пожилом возрасте //Международный журнал «Неврология, Нейрохирургия,Психиатрия» , № 5, 2015, «Международный журнал эндокринологии», № 1, 2015.
76. Сотрудничество врачей мусульман и евреев в средние века // www.berkovich-zametki. соm, № 3, 2015.[6]
77. Военные медики Украины на фронтах ВОВ // «Здоровье Украины», № 8, 2015.
78. В. А. Субботин — украинский ученый и педагог, организатор и руководитель кафедры гигиены киевского университета Св. Владимира // «Здоровье Украины», № 20, 2015.
79. Медицина фронта и тыла в период Великой Отечественной войны //www.medlinks.ru, 2015.[7]
80. Медики-евреи на фронтах Великой Отечественной войны //club.berkovich-zametki.com, № 5, 2015.[8]
81. Выдающиеся учёные и врачи-евреи в мировой медицине // www.berkovich-zametki.com, № 8,2015.[9]
82. Профилактическая медицина в чрезвычайных обстоятельствах // «Новости медицины и фармации», № 4, 2015.
83. Особенности здравоохранения Австралии: возможности и перспективы / «Здоровье Украины», № 3, 2015.
84. Семейный врач в практике здравоохранения Австралии // «Здоровье Украины» № 22, 2015.
85. Пожилой возраст — личная и общественная медико-социальная проблема (Здоровье человека в третьем возрасте) / «Новости медицины и фармации», № 10, 2015.
86. Медицинская служба СССР в Великой Отечественной войне // «Новости медицины и фармации», № 5 , 2016.
87. Контроль гликемии в период пребывания больного диабетом с сопутствующим заболеванием в больничном стационаре // «Диабет — образ жизни», № 1., 2016.
88. Наблюдение и лечение больных диабетом семейными врачами Австралии // «Диабет — образ жизни», № 2, 2016.
89. Памяти Януша Корчака/ «Журнал-газета история, традиции, культура», www.bercovich-zametki.com, № 13, 2016.[10]
90. Медицинский самоконтроль течения диабета в домашних условиях // www.medlinks.ru, 2016.
91. К проблеме научно-смысловой корректности некоторых медицинских терминов // «Здоровье Украины», 2016, «Международный журнал эндокринологии», № 3, 2016.
92. О некоторых медико-экологических проблемах Австралии «Гигиена и Санитария», № 3, 2017.
93. Выдающийся русский ученый А. Л. Чижевский — основоположник современного учения о влиянии космических факторов на биосферу Земли и здоровье человека (к 120 -летию со дня рождения) / mеdlinks.ru, 2017, «Здоровье Украины», 2017, «Диабет — образ жизни», 1, 2017.
94. Применима ли гомеопатия в лечении сахарного диабета / «Диабет- образ жизни», № 3, 2017.
95. Одолеют ли диабет стволовые клетки// «Диабет-образ жизни», № 5, 2017 Medlinks.ru, 2017.[11]
96. Брак, семья и дети при сахарном диабете // «Международный журнал эндокринологии» № 8, 2016.
97. Протилежні погляди на використання медичного терміну «Єпідеміологія соматичних захворювань»/ «Профілактична медицина», № 6, 2017.
98. О рацональном питании при сахарном диабете// Диабет-образ жизни" № 1, 2018.
99. Религиозные предписания и рациональное питание при диабете // «Диабет -образ жизни», № 5, 2018.
100. Опасны ли бытовые электронные приборы ? // « Диабет -образ жизни», № 6, 2018.
101. Про админістративно-теріторіальний устрій України // «Вільна Думка», № 6-7, 2018.